# Георге Тътъреску
Георге Тътъреску (на румънски: Gheorghe Tătărescu) е румънски политик от Националната либерална партия и Фронта за национално възраждане, министър-председател през 1934 – 1937 и 1939 – 1940 година.

## Биография
Георге Тътъреску е роден на 2 ноември 1886 година в Търгу Жиу. През 1912 година завършва право в Парижкия университет, след което е адвокат в Букурещ. Включва се в Националната либерална партия и през 1919 година е избран за депутат, като се очертава като един от водачите на дясното крило в партията.
В периода 1934 – 1937 година Тътъреску оглавява 4 последователни кабинета. Те не се ползват с пълната подкрепа на собствената му партия, поради което той все повече се сближава с крал Карол II. През 1938 година подкрепя решението на краля да разпусне политическите партии и да създаде еднопартийна система около новосъздадения Фронт за национално възраждане. През 1939 – 1940 година Тътъреску отново е начело на правителството, като при неговия кабинет Румъния е принудена да отстъпи Бесарабия и Северна Буковина на Съветския съюз и Южна Добруджа на България.
С установяването на режима на Йон Антонеску през 1940 година Георге Тътъреску се връща в опозиционната Национална либерална партия. През 1944 година е изключен от партията и създава собствена организация – Национална либерална партия - Георге Тътъреску, която се ориентира към сближаване с Румънската комунистическа партия.
През 1945 година Тътъреску става външен министър в просъветското правителство на Петру Гроза и ръководи румънската делегация на Парижката мирна конференция. След подписването на мирния договор през 1947 година комунистите го отстраняват от правителството и разпускат партията му, прекарва известно време в затвора.
Георге Тътъреску умира на 28 март 1957 година в Букурещ.